# Soroptimist International

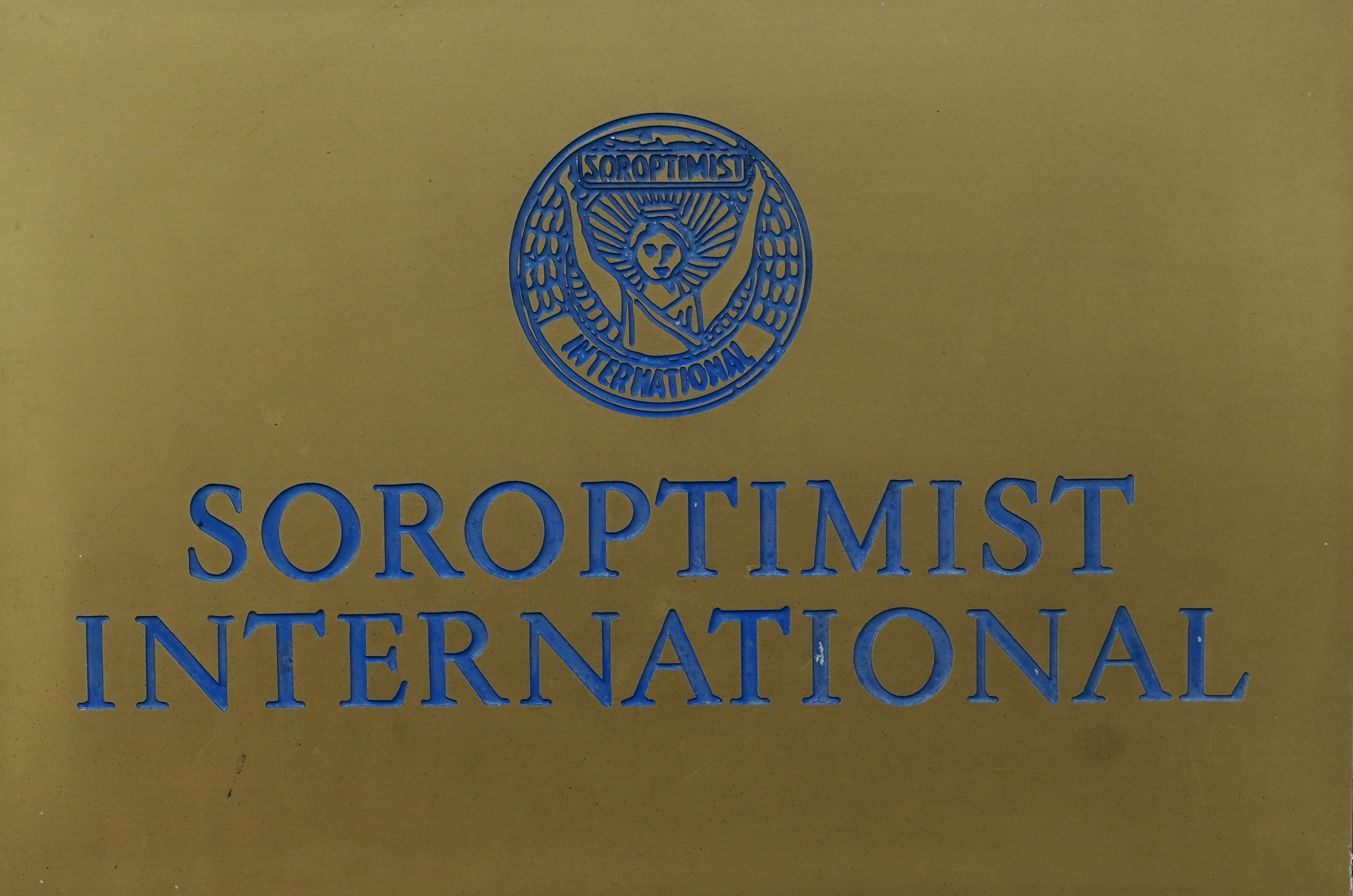

Soroptimist International (SI) (del latín sorores optimae 'las mejores hermanas') es un club internacional de servicio para mujeres trabajadoras fundado en 1921 con unas 70 000 socias en todo el mundo, que lucha por los derechos de la mujer, así como por la educación, la igualdad y la paz en beneficio de las mujeres. Las socias se llaman entre sí Soroptimistas, hermanas SI o sorores.

## Historia
El primer club Soroptimista International fue fundado el 3 de octubre de 1921 en Oakland, California.  Antes de esto, el rotario y fundador profesional de clubes de servicio para hombres, Stuart Morrow,  había visitado una escuela de secretaría en Oakland en la primavera de 1921 con la intención de reclutar al dirigente como miembro del club. Sin embargo, conoció a una dirigente, Adelaide E. Goddard. Goddard estaba interesada en la idea, pero como Rotary no aceptaba mujeres hasta 1989, Morrow se acercó a otras empresarias de la ciudad para iniciar un club de servicio para mujeres. La primera reunión preparatoria tuvo lugar el 31 de mayo de 1921 en el Hotel Oakland. Ocho mujeres son consideradas fundadoras: además de Goddard, Gladys H. Barndollar (directora de la Multigraph Letter Co.), Doris C. Tilton (especialista en piel y cabello, Marinello), Grace M. Wetterhall (inmobiliaria), Lillian Blake (propietaria de una tienda de arte), Mary Hughes Patterson (profesora de piano), Mae Green Lineker (optometrista) y L. Blanche Roller (propietaria de una tienda de corsés y blusas). Con la ayuda de Morrow, esbozaron los planes para la organización del club. 80 mujeres firmaron finalmente los estatutos del club, que Morrow presentó en Sacramento, California, el 1 de julio de 1921. Con la ayuda de Morrow, esbozaron los planes para la organización del club. 80 mujeres firmaron finalmente los estatutos del club, que Morrow presentó en Sacramento, California, el 1 de julio de 1921. Morrow fue directora general de la corporación durante 25 años y poseía el 90% de los derechos de voto, así como los derechos de propiedad del nombre "Soroptimist". La cuota mensual de socio del Club Soroptimista del Condado de Alameda era de 1,50 USD. La fundadora del Berkeley Womens Gymnasium, Violet Richardson, fue elegida presidenta fundadora. El 3 de octubre de 1921, se fundó Soroptimist International con la inauguración formal y la presentación de la carta constitutiva.Al año siguiente se fundaron otros clubes en San Francisco, Los Ángeles y Washington D. C. Los primeros clubes europeos se fundaron en Londres y París en 1924. En Londres, Sybil Thorndike, Flora Drummond y Mary Sophia Allen fueron algunas de las socias fundadoras, y a la reunión inaugural asistieron también miembros de la familia real. Por aquel entonces, Morrow ganaba dinero con cada fundación del club, lo que pronto fue objeto de críticas. En 1927, las mujeres, bajo el liderazgo de ocho clubes americanos, compraron a Morrow los derechos del nombre "Soroptimist" por 5500 dólares estadounidenses.En París, la cirujana estética Suzanne Noël contribuyó decisivamente a la fundación del primer club en 1924; entre los primeros miembros se encontraban Cécile Brunschvicg, Anna de Noailles y Jeanne Lanvin.  Por iniciativa de Noël, se fundaron clubes en los Países Bajos (1927), Italia y Austria (1929), Alemania, Bélgica y Suiza (1930), Estonia (1931), India (1932), Noruega (1933) y Hungría en los años siguientes. (1934) y Dinamarca (1936). La fundación del primer club lituano fue impedida por el inicio de la Segunda Guerra Mundial.

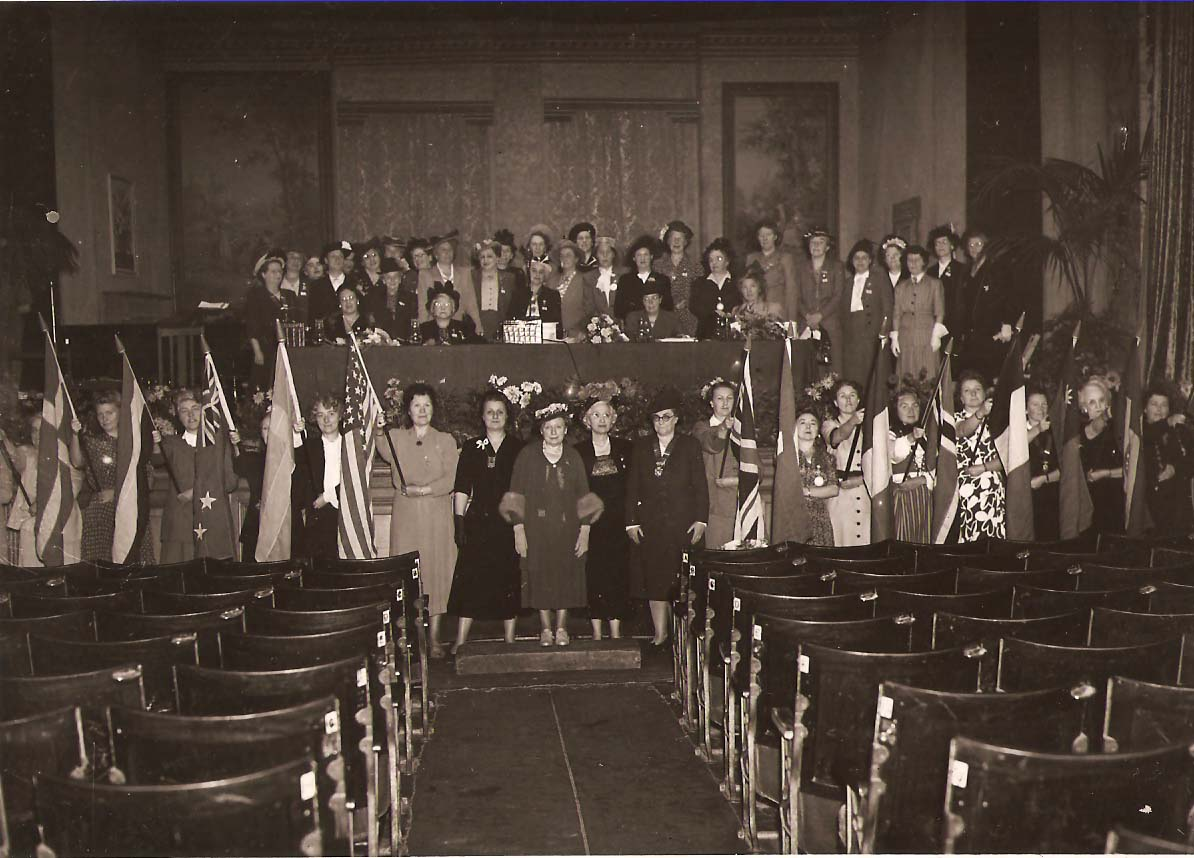
Conferencia soroptimista en Harrogate, 1948

En 1948, se concedió a Soroptimist International el estatus consultivo ante la UNESCO como organización no gubernamental. En 1950, se le concedió el estatus consultivo de categoría C ante el ECOSOC, que se elevó a la categoría 1, estatus consultivo general, en 1984. Soroptimist International asesora a UNICEF en proyectos de servicio a la infancia desde 1966. En 1975, las Soroptimistas estuvieron representadas en la primera Conferencia de la ONU sobre la Mujer, celebrada en Ciudad de México.

## Estructura

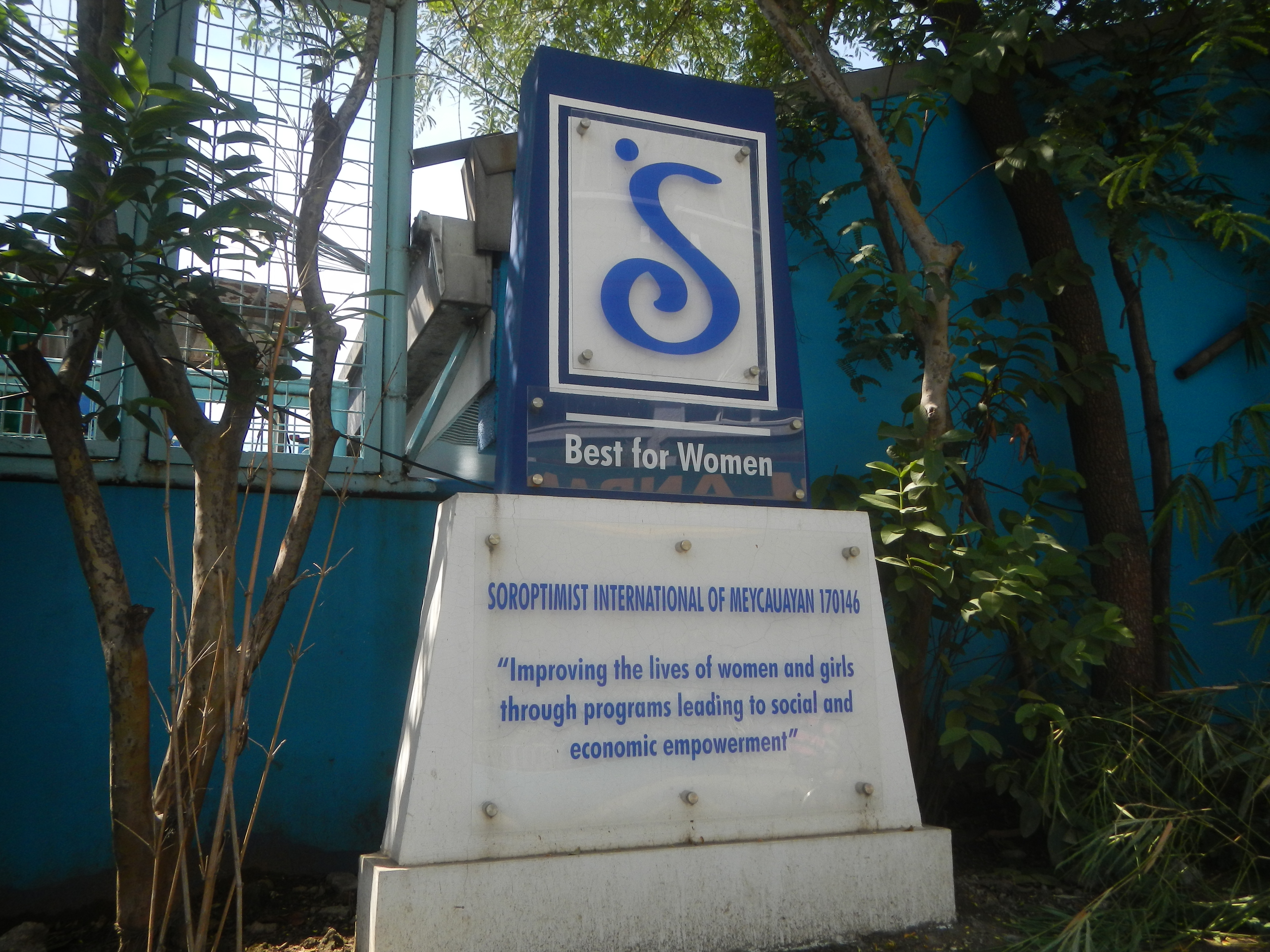
Estela del Club SI en Meycauayan en Filipinas, 2020

Soroptimist International está representada en 118 países con alrededor de 70.000 miembros en más de 2.900 clubes. La presidenta de 2021 a 2023 fue Maureen Maguire de Irlanda. Para el período 2024-2025, será Siew Yong Gnanalingam de Malasia.  Hay cinco federaciones: 
- Federación Internacional Soroptimista de África (SIAF)
- Soroptimista Internacional de las Américas (SIA)
- Soroptimista Internacional de Europa (SIE)
- Soroptimista Internacional de Gran Bretaña e Irlanda (SIGBI)
- Soroptimista Internacional del Pacífico Sudoccidental (SISWP)

Soroptimist International de Europa está formada por unos 1.166 clubes y 31.500 socias en 43 países. Carolien Demey, de Bélgica, fue Presidenta de 2021 a 2023. Le sucedió Hafdís Karlsdóttir, de Islandia, para 2024-2025. En los países de habla alemana, existen organizaciones nacionales en Alemania, Austria, Suiza y Liechtenstein.

## Tarea
Las socias entienden el nombre soroptimista como "las mejores hermanas" o "lo mejor para las mujeres", como una exigencia a su propio comportamiento en la vida y en el trabajo y como una obligación humana. No apoya a ningún partido político ni religión, pero está comprometida con los derechos humanos y la igualdad de género a escala local, nacional e internacional mediante la participación activa en los procesos de toma de decisiones a todos los niveles de la sociedad.

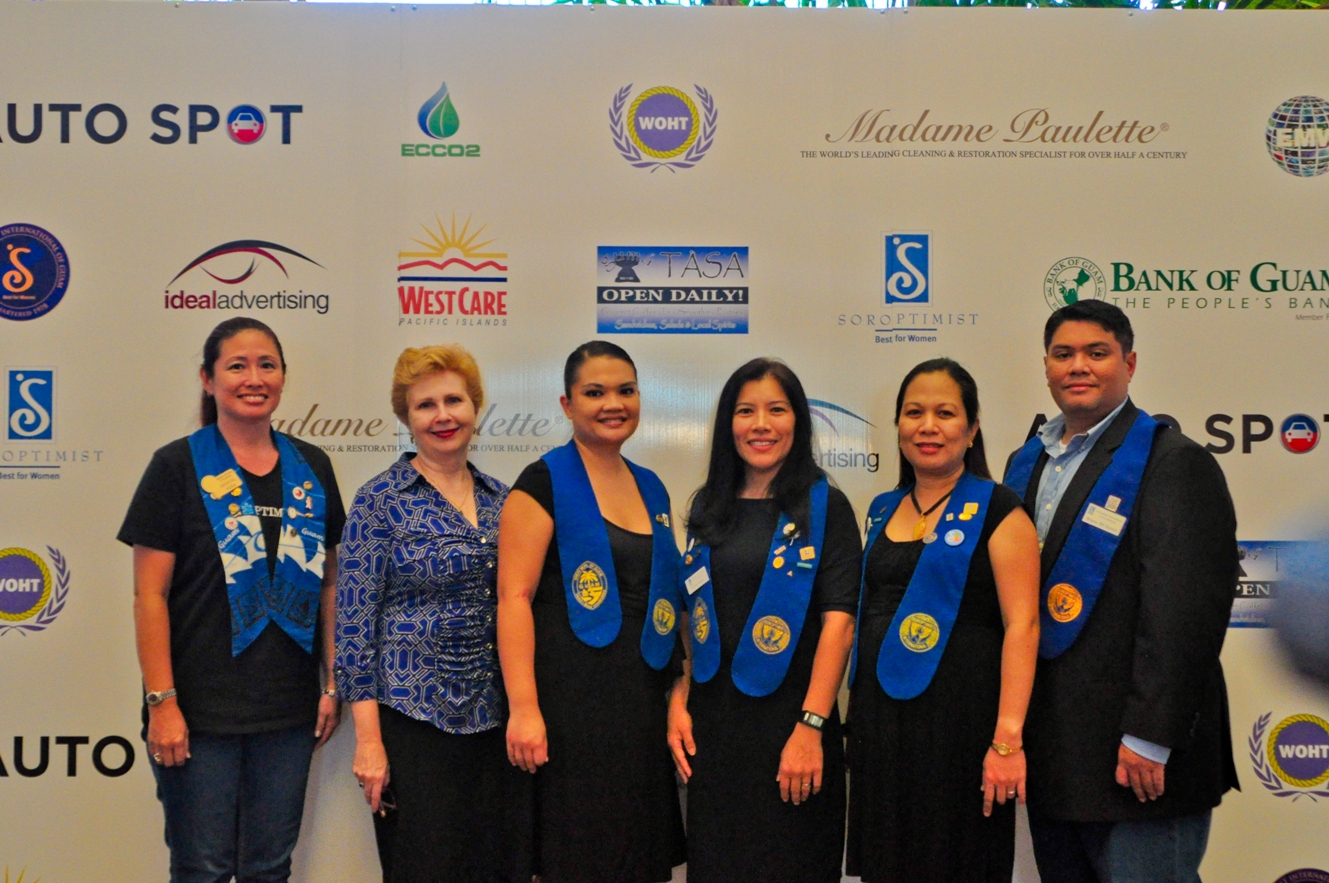
Miembros de la IS de Guam en el Foro de la ONU contra la trata de personas en la Universidad de Guam, 2014

Como organización no gubernamental, Soroptimist International tiene estatus consultivo general y tiene representantes en las siguientes suborganizaciones de la ONU en Nueva York, Ginebra, Viena y París : 
- Consejo Económico y Social de las Naciones Unidas (ECOSOC)
- Organización Internacional del Trabajo (OIT)
- Organización ambiental (PNUMA)
- Organización Educativa, Científica y Cultural (UNESCO)
- Alto Comisionado para los Refugiados (ACNUR)
- Fondo Mundial para la Infancia (UNICEF)
- Organización de Desarrollo Industrial (ONUDI)
- Organización Mundial de la Salud (OMS)
- Unidad de las Naciones Unidas para la Igualdad y el Empoderamiento de las Mujeres (ONU Mujeres)

Soroptimist International Europe también está representada en el Consejo de Europa en Estrasburgo con estatus consultivo. 
Los miembros trabajan en proyectos de base que ayudan a mujeres y niñas a desarrollar su potencial individual y colectivo, alcanzar objetivos y tener una voz igualitaria en las comunidades de todo el mundo. 